# Internationale luchthaven Ibn Batouta
De internationale luchthaven Ibn Batouta, (Arabisch: مطار طنجة ابن بطوطة ) ook bekend als Tanger-Boukhalef (IATA: TNG, ICAO: GMTT), is gelegen bij Tanger, Marokko. Het vliegveld is vernoemd naar de islamitische geleerde, geograaf en reiziger Ibn Battuta.
Het vliegveld ondergaat substantiële uitbreidingen om het groeiende aanbod van verkeer te kunnen verwerken. Dit wordt mede veroorzaakt door de snelle economische ontwikkelingen van Tanger en omgeving.
De luchthaven heeft in 2008 meer dan 475.000 passagiers verwerkt.
De luchthaven start in 2027 met een project om een moderne luchthaven te maken.
De nieuwe passagiersterminal, met een oppervlakte van ongeveer 55.000 vierkante meter, zal diverse faciliteiten bieden. Het omvat een grote hal met ontvangst-, circulatie- en wachtruimtes, verschillende modules, informatiepunten, commerciële ruimtes, diensten en ticketbalies voor vertrekkende passagiers. Daarnaast wordt een controlezone vóór de ingang van de hal ingericht waar alle reizigers en bezoekers zullen worden gecontroleerd, evenals een incheckzone met balies voor passagiers en bagage.
De architecturale vormgeving van de nieuwe controletoren moet afgestemd zijn op de vereisten van de verschillende diensten die het gebouw zal huisvesten. De toren zal zo worden gepositioneerd dat het personeel een helder zicht heeft op de start- en landingsbaan en overige luchthavenfaciliteiten. Binnen de toren wordt de ruimte geoptimaliseerd voor de technische uitrusting en het comfort van het personeel. Daarnaast worden er kantoren en faciliteiten gebouwd in de nabijheid van de toren voor aanvullende diensten.

## Startbaangegevens
Het vliegveld heeft twee start/landingsbanen van 2000 resp. 3500 meter lang, maar alleen deze laatste, 10/28, is in gebruik. Hiermee kan het vliegveld alle vliegtuigen verwerken tot en met de grootte van een Boeing 747.
De parkeerruimte voor vliegtuigen heeft een totale oppervlakte van 40.640 m² en biedt ruimte aan vier Boeing 737 en één B-747. Daarnaast zijn er nog twee secties voor het opstellen van kleine toestellen.

## Navigatie
Het vliegveld is geclassificeerd als ILS Catt: (Loc - Glide - DME) en de volgende radionavigatiesystemen zijn beschikbaar: VOR – DME – NDB.
Voor hulp bij het landen is baan 10/28 uitgerust met PAPI-verlichting voor nadering van beide kanten.

## Maatschappijen en bestemmingen
| Maatschappij            | Bestemming(en) |
| ----------------------- | --- |
| Air Arabia Maroc        | Agadir, Amsterdam, Barcelona, Brussel, Fez, London Gatwick, Lyon (Vanaf 1 April 2019), Madrid, Málaga, Marrakesh, Nador, Parijs Charles de Gaulle |
| Eurowings               | Zomerseizoen: Keulen |
| Air Nostrum             | Madrid Zomerseizoen: Málaga |
| Germania                | Zomerseizoen: Toulouse |
| Royal Air Maroc         | Casablanca, Parijs Orly Zomerseizoen: Amsterdam, Brussel, Nador, Hadj Charter: Jeddah                                                             |
| Royal Air Maroc Express | Al Hoceima, Casablanca, Gibraltar |
| Ryanair                 | Bordeaux (Vanaf 2 April 2019), Charleroi, Madrid, Marseille                                                                                       |
| Saudia                  | Hadj charter: Jeddah |
| TAP Air Portugal        | Seizoensgebonden:Lissabon |
| Transavia               | Zomerseizoen: Rotterdam (Vanaf 2 April 2019) |
| Transavia France        | Paris–Orly |
| TUI fly                 | Charleroi Seizoensgebonden: Antwerpen, Brussel, Luik,                                                                                             |
| Volotea                 | Nantes (vanaf 5 April 2019) |
| Vueling                 | Barcelona |

## Statistieken
| Onderwerp       | 2008    | 2007    | 2006    | 2005    | 2004    | 2003    | 2002    |
| --------------- | ------- | ------- | ------- | ------- | ------- | ------- | ------- |
| Passagiers      | 475.695 | 365.750 | 292.599 | 262.698 | 256.149 | 259.466 | 268.829 |
| Vliegbewegingen | 5485    | 5991    | 6179    | 7092    | 7496    | 7422    | 7361    |
| Vracht (tonnen) | 524,79  | 628,73  | 621,57  | 359,78  | 533,14  | 495,78  | 417,20  |

## Dodelijke ongelukken gerelateerd aan vliegveld
Alleen een ongeluk met één dodelijk slachtoffer kan direct gerelateerd worden aan het vliegveld in Tanger. Een binnenlandse RAM vlucht naar Casablanca stortte vlak na de start, tijdens de initiële klim, neer.
Een andere vlucht, op 22 december 1973 verongelukte door het foutief uitvoeren van een koersverandering als voorbereiding op de eigenlijke landing in Tanger. Hierbij kwamen alle 106 inzittenden om (99 passagiers, 7 bemanning) om het leven.